# 七恋天气雨
《七恋天气雨》是日本Caramel Box（キャラメルBOX）公司制作的戀愛冒險類型日本成人游戏，於2007年2月23日发售。DL版於2009年9月18日販售。

## 故事
八千古岛莲是八阿多学院的高二学生，他是学校的“七大奇迹委员会”的成员之一。一个初夏的夜晚，他遇到了一个起着扫帚和女巫袍子的美丽女孩。她自称是来自外国某个魔法学院的学生，因为一些事情要暂住在莲的家里。

## 人物
八千古島 蓮（やちこじま れん）
莲是整个故事的主人公，他与经营着一个名为“八千”甜品店的自己的父母相处很好。与他的义妹华和三只能听懂人类语言的狐狸亦是如此。
艾伦・吉蝶儿（エリン・グィディル）
声 - 青山由香里
艾伦是来自魔法大陆的魔法少女。因为她的努力，她被选为在人类世界留学的人选。她对这个世界感觉很熟悉。
明松 月砂（かがり かずさ）
声 - 内野ぽち
月砂是莲的同班同学，她总是给人独来独往的形象。
鷺ノ宮 ひより（さぎのみや ひより）
声 - 大花どん
ひより是一个新转来的女学生，她是一个离异家庭的唯一的女儿。她是与人友好，而且看准了目标便会全力以赴的那种类型。
井荻 智香（いおぎ ちか）
声 - 鈴美巴
智香是高三的学生，莲的学姐。
亚多良 巫鳥（あたら みどり）
声 - 戸沼ゆず
三年级的学姐，稲継魂神社的巫女。
天矢 深雨（あまや みう）
声 - 茶谷やすら

八千古島 華（やちこじま はな）
声 - 安玖深音
主人公蓮的义妹。华在甜品店“八千”供职。她是八千古岛家的二妹也是莲的义妹。她的母亲和哥哥在她年幼的时候就在一场车祸中逝世，她的父亲与莲的母亲重新结合构成了家庭。
天矢 鮎乃（あまや あゆの）
声 - 柚木かなめ
蓮的好朋友
丰阿弥 文子（ほうあみ ふみこ）
声 - 北都南
文子是莲的同学，也是学生会的一员。
霍野 茉清（つるの まきよ）
声 - 本山美奈
莲的家庭教师。
亚多良 静鹤（あたら しずる）
声 - 内野ぽち
巫鳥的姐姐，同样是稲継魂神社的巫女。
狐春・狐夏・狐冬（こはる・こなつ・こふゆ）
声 - 北都南
三只听命于莲的小狐狸，它们能听懂人类语言。

## 主題曲
OP「I will…!」
歌・作詞 - 榊原由依 / 作曲 - 佐々倉 マコト (Angel Note) / 編曲 - 井ノ原 智（同）
ED「spell」
歌・作詞 - 榊原由依 / 作・編曲 - kala (Angel Note)
插入歌「Just I wish」
作詞 - 中山♥マミ (Angel Note) / 作・編曲 - 椎名 俊介（同） / 歌 - 榊原由依

## 評價
《七恋天气雨》在日本美少女游戏与动画相关商品销售网站Getchu.com的2007年2月销量榜上排名第3名，2007年上半年排名第22名，全年排名第44名。